# 駒澤大學站
駒澤大學站（日语：／ Komazawa-daigaku eki */?）是位於東京都世田谷區上馬，屬於東急電鐵田園都市線的鐵路車站。車站編號是DT 04。

## 成立
本站位置與東急玉川線（軌道線）時代的真中（まなか）電車站相同。
1968年，新玉川線建設路線從原來的蛇崩川路線，改成沿玉川線，而駒澤大學站則計畫設在駒澤電車站附近。但在1969年2月28日，東急向世田谷區交通對策委員會發表的計畫圖顯示駒澤大學站並非在駒澤電車站附近，而是改到真中電車站附近。地方居民與駒澤大學對此無法接受，但在世田谷區長出面調解後仍無法取得共識。之後在1970年2月，駒澤大學理事長、地方各商店會會長、各町會長對東京陸運局長提出行政訴訟。
最後原告敗訴，站名維持「駒澤大學站」，但東急負擔駒澤方向的地下通道建設經費，也就是現在的剪票口至駒澤公園口的聯絡通道。

## 歷史
- 1972年（昭和52年）4月7日 - 車站啟用[3]。位置設在東急玉川線真中電車站。
- 2003年（平成15年）10月 - 車站上方的再開發大樓完工，車站出口、大樓直通電梯啟用。
- 2017年（平成29年）10月22日 - 月台門啟用。

## 結構
本站為島式月台1面2線的地下車站。位於國道246號地下。驗票口層與月=和東口地面之間設有電梯。廁所以前在東口與駒澤公園口之間的連絡通道，2006年3月移至檢票口外右側往西口的階梯旁，同時增設多功能廁所。
由於本站鄰近駒澤奧林匹克公園，因此車站的代表色選擇「若葉色」。但實際使用的顏色比日本工業規格（JIS規格）所訂定的JIS慣用色名若葉色（■）的彩度還要高，更接近綠色。
| 月台 | 路線       | 方向 | 目的地                                |
| ---- | ---------- | ---- | ------------------------------------- |
| 1    | 田園都市線 | 下行 | 二子玉川、長津田、中央林間方向        |
| 2    | 田園都市線 | 上行 | 澀谷、半藏門線 押上、 伊勢崎線 春日部 |

（來源：東急電鐵:車站構內圖 （页面存档备份，存于））

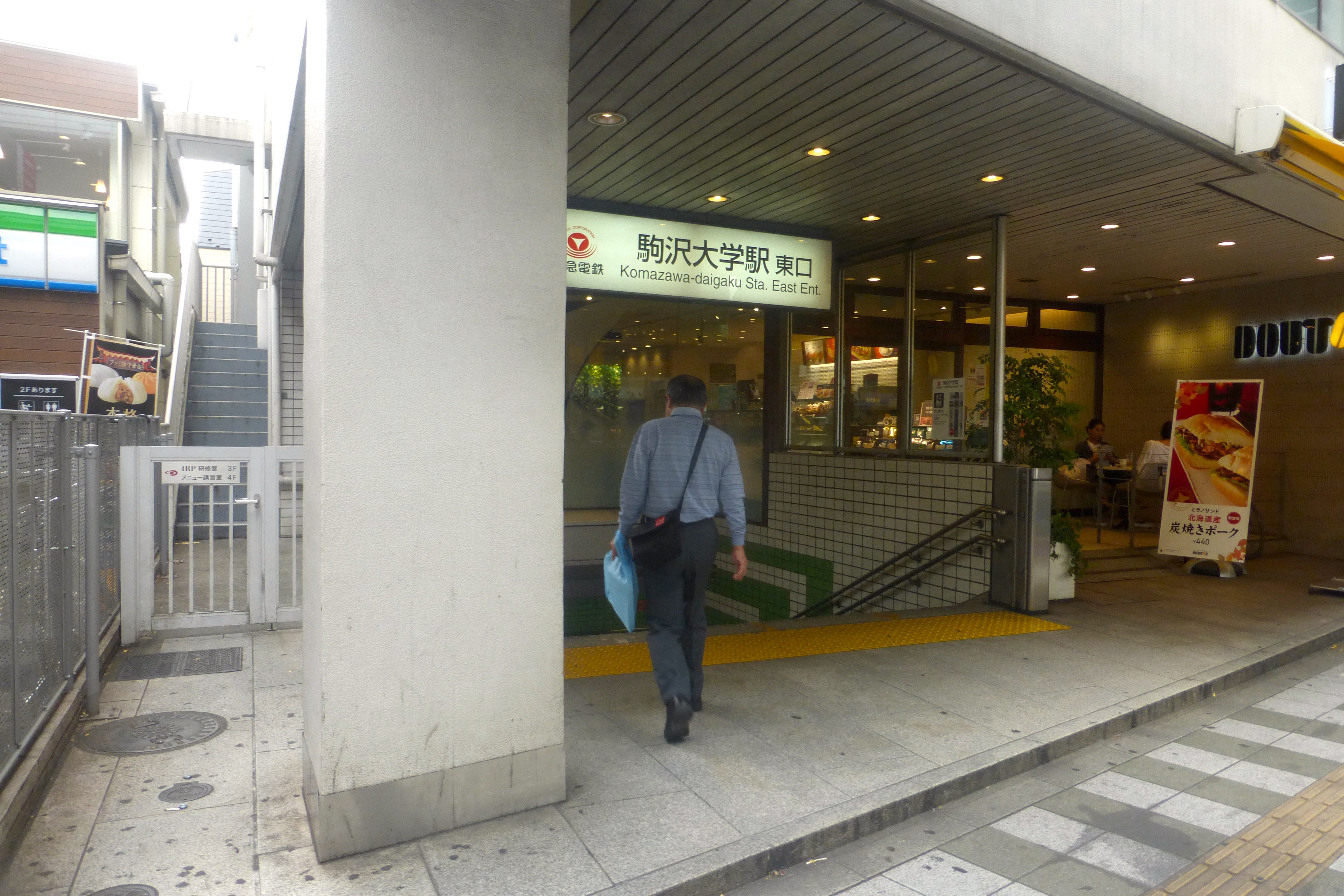
東口（2017年10月）
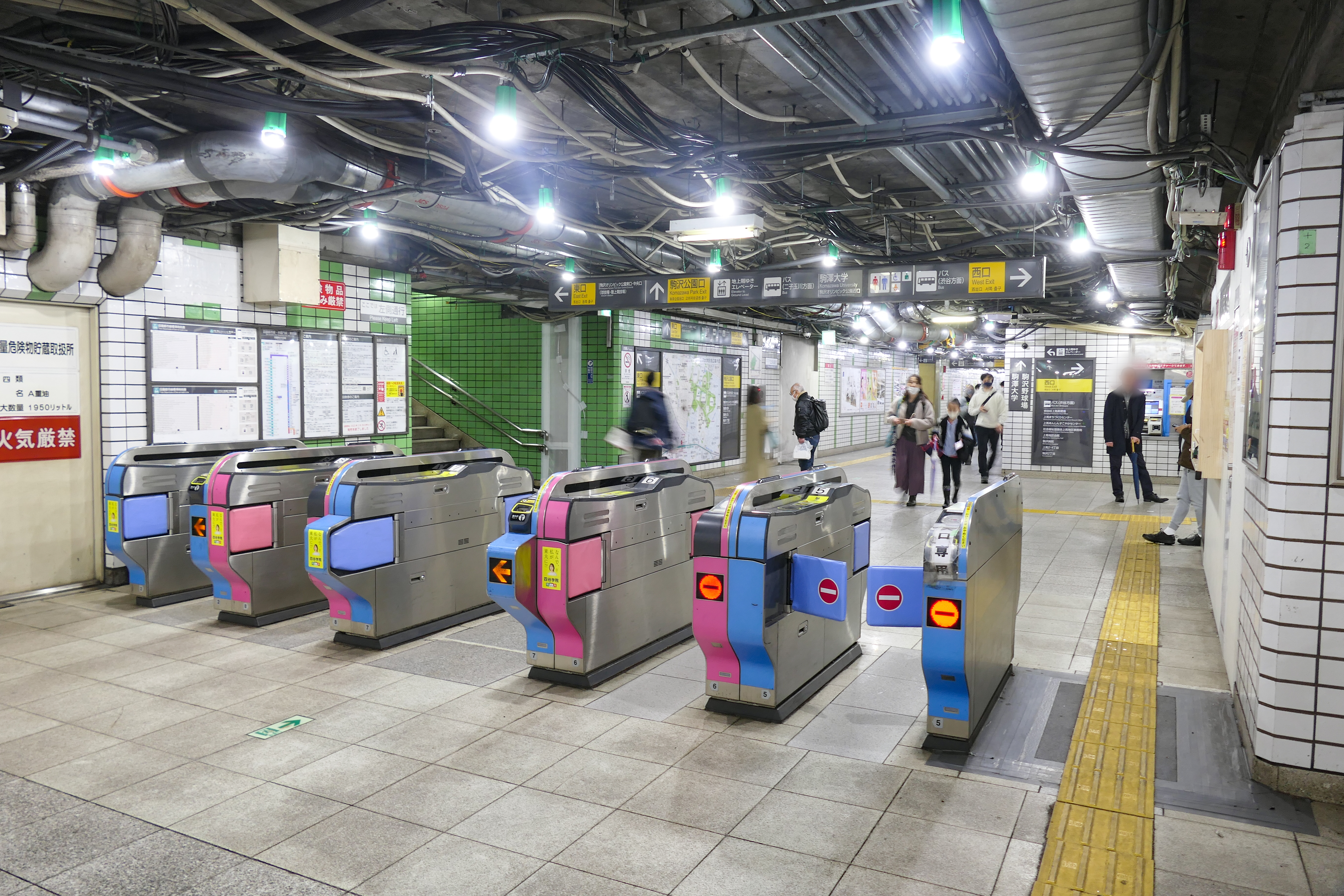
驗票閘口（2023年3月）
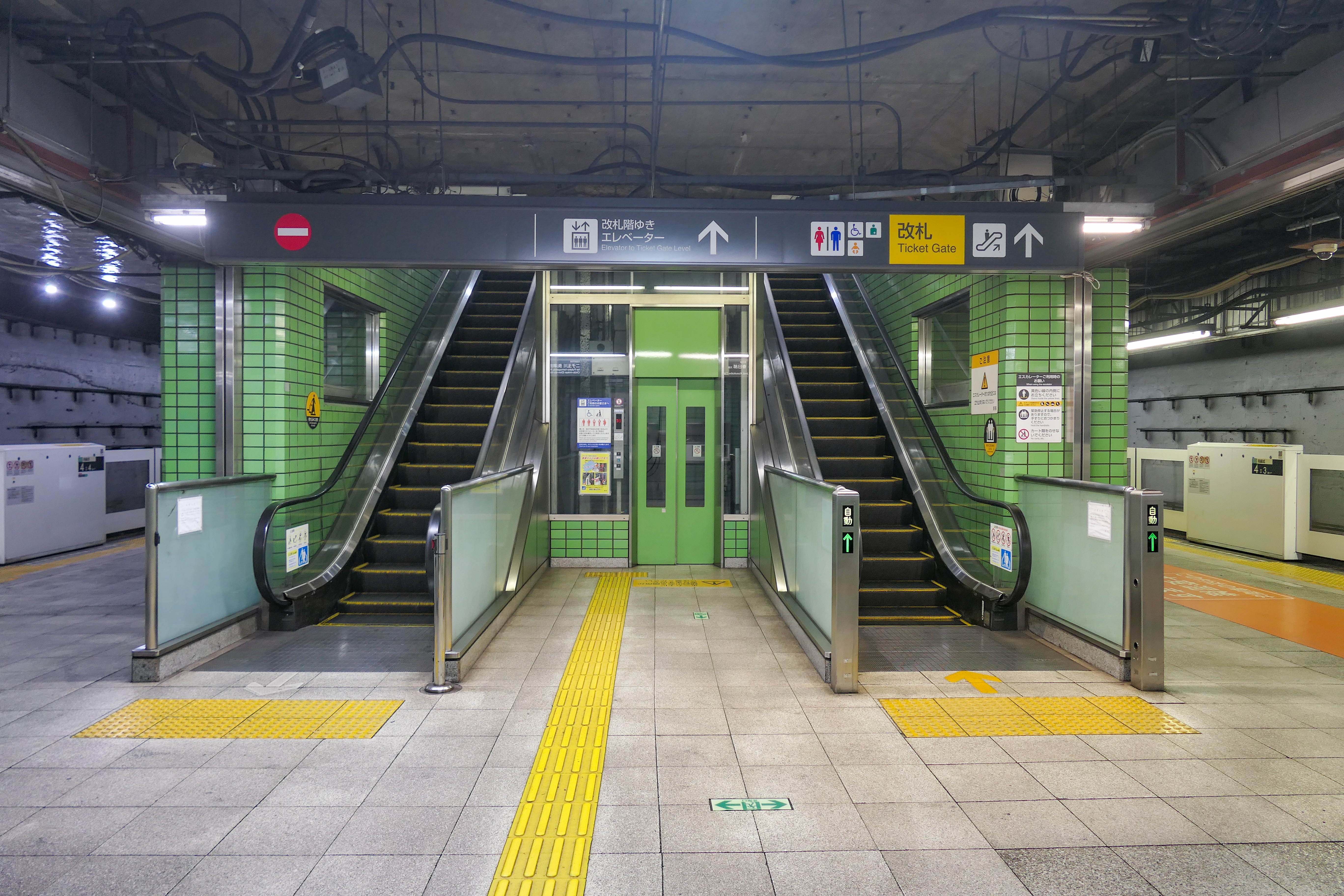
1號與2號月台（2023年3月）

## 使用情況
- 東急電鐵 - 2016年度1日平均上下車人次為78,217人[利用客数 1]。
東急田園都市線急行不停靠車站當中最多的。

近年1日平均上下、上車人次如下表。
| 年度               | 1日平均 上下車人次 | 1日平均 上車人次 | 來源              |
| ------------------ | ------------------ | ---------------- | ----------------- |
| 1977年（昭和52年） | 38,385             | 19,126           | [ 東京都統計 1 ]  |
| 1978年（昭和53年） | 42,695             | 21,557           | [ 東京都統計 2 ]  |
| 1979年（昭和54年） | 47,059             | 23,582           | [ 東京都統計 3 ]  |
| 1980年（昭和55年） | 48,422             | 25,042           | [ 東京都統計 4 ]  |
| 1981年（昭和56年） | 49,244             | 25,877           | [ 東京都統計 5 ]  |
| 1982年（昭和57年） | 50,571             | 26,579           | [ 東京都統計 6 ]  |
| 1983年（昭和58年） | 52,877             | 27,501           | [ 東京都統計 7 ]  |
| 1984年（昭和59年） | 54,286             | 28,276           | [ 東京都統計 8 ]  |
| 1985年（昭和60年） | 55,085             | 28,818           | [ 東京都統計 9 ]  |
| 1986年（昭和61年） | 55,341             | 29,157           | [ 東京都統計 10 ] |
| 1987年（昭和62年） | 55,822             | 28,885           | [ 東京都統計 11 ] |
| 1988年（昭和63年） | 57,068             | 30,321           | [ 東京都統計 12 ] |
| 1989年（平成元年） | 58,960             | 31,092           | [ 東京都統計 13 ] |
| 1990年（平成02年） | 60,134             | 32,167           | [ 東京都統計 14 ] |
| 1991年（平成03年） | 62,530             | 32,330           | [ 東京都統計 15 ] |
| 1992年（平成04年） | 61,738             | 33,227           | [ 東京都統計 16 ] |
| 1993年（平成05年） | 62,487             | 33,492           | [ 東京都統計 17 ] |
| 1994年（平成06年） | 63,819             | 33,620           | [ 東京都統計 18 ] |
| 1995年（平成07年） | 65,398             | 34,054           | [ 東京都統計 19 ] |
| 1996年（平成08年） | 65,161             | 33,970           | [ 東京都統計 20 ] |
| 1997年（平成09年） | 65,097             | 33,836           | [ 東京都統計 21 ] |
| 1998年（平成10年） | 63,853             | 33,411           | [ 東京都統計 22 ] |
| 1999年（平成11年） | 63,298             | 33,194           | [ 東京都統計 23 ] |
| 2000年（平成12年） | 63,001             | 32,989           | [ 東京都統計 24 ] |
| 2001年（平成13年） | 62,724             | 33,127           | [ 東京都統計 25 ] |
| 2002年（平成14年） | 62,383             | 32,823           | [ 東京都統計 26 ] |
| 2003年（平成15年） | 62,098             | 32,626           | [ 東京都統計 27 ] |
| 2004年（平成16年） | 62,708             | 32,721           | [ 東京都統計 28 ] |
| 2005年（平成17年） | 63,256             | 33,030           | [ 東京都統計 29 ] |
| 2006年（平成18年） | 65,234             | 34,041           | [ 東京都統計 30 ] |
| 2007年（平成19年） | 68,722             | 35,666           | [ 東京都統計 31 ] |
| 2008年（平成20年） | 69,558             | 35,807           | [ 東京都統計 32 ] |
| 2009年（平成21年） | 70,601             | 36,198           | [ 東京都統計 33 ] |
| 2010年（平成22年） | 70,814             | 36,229           | [ 東京都統計 34 ] |
| 2011年（平成23年） | 70,245             | 35,911           | [ 東京都統計 35 ] |
| 2012年（平成24年） | 72,696             | 37,136           | [ 東京都統計 36 ] |
| 2013年（平成25年） | 74,329             | 37,874           | [ 東京都統計 37 ] |
| 2014年（平成26年） | 73,760             | 37,520           | [ 東京都統計 38 ] |
| 2015年（平成27年） | 77,135             | 39,189           | [ 東京都統計 39 ] |
| 2016年（平成28年） | 78,217             |                  |                   |

備考
1. ↑  1977年4月7日開業。

## 周邊
- 駒澤大學
  - 禪文化歷史博物館
- 駒澤大學法科大學院（日语：駒澤大学法科大学院）
- 東京醫療保健大學（日语：東京医療保健大学）國立醫院機構校區
- 國立醫院機構東京醫療中心（日语：国立病院機構東京医療センター）
- 世田谷區役所（日语：世田谷区役所）上馬社區營造出差所
- 世田谷上馬郵局
- 世田谷駒澤郵局
- 駒澤奧林匹克公園
- 國道246號
- 自由通（日语：自由通り）
- 首都高速3號澀谷線
- 西友
- 丸悅（日语：マルエツ）真中店
- uniqlo
- 三菱UFJ銀行駒澤大學站前分行

## 巴士路線
- 駒澤大學站前（東急巴士）
  - <澀11> 田園調布站 - 經東京醫療中心前、自由丘站入口
  - <澀12> 二子玉川站、 高津營業所（日语：東急バス高津営業所） - 經駒澤、深澤八丁目、瀨田
  - <澀82> 等等力、 瀨田營業所（日语：東急バス瀬田営業所）（僅入庫班次） - 經駒澤、深澤不動前
  - <澀11、澀12、澀82> 澀谷站 - 經三軒茶屋・大橋

## 名稱由來
源自近鄰的的駒澤大學。駒澤大學的「澤」是採用舊字體，但站名採用新字體的「沢」。

## 相鄰車站
東急電鐵
 田園都市線
■急行
通過
■準急、■各站停車
三軒茶屋（DT03）－駒澤大學（DT04）－櫻新町（DT05）

## 延伸閱讀
- 山本泰史　『東急電車　新玉川線物語』　多摩川新聞社、1996年
- 宮田道一. . JTBパブリッシング. 2008-09-01. ISBN 9784533071669.

## 外部連結
- 駒澤大學（各站資訊） - 東急電鐵（日語）